# Drew Butera
Andrew Edward Butera (Evansville, 9 agosto 1983) è un ex giocatore di baseball statunitense naturalizzato italiano.

## Carriera

### Inizi e Minor League (MiLB)
Butera frequentò la Bishop Moore High School di Orlando, Florida e venne selezionato la prima volta mentre ancora frequentava l'istituto, nel 48º turno del draft MLB 2002 dai Toronto Blue Jays; rifiutò l'offerta e si iscrisse all'University of Central Florida. Entrò nel baseball professionistico quando fu scelto al 5º giro del draft MLB del 2005 dai New York Mets.
Il 30 luglio 2007 i Mets scambiarono Butera con i Minnesota Twins.

### Major League (MLB)
Dopo esperienze nelle Minors e nel campionato di Porto Rico, esordì nella MLB il 9 aprile 2010, al U.S. Cellular Field di Chicago contro i Chicago White Sox, incontro poi conclusosi con una vittoria per 4-3.
Dopo quattro stagioni a Minnesota (186 incontri per una media battuta di .182), il 31 luglio 2013 venne scambiato con i Los Angeles Dodgers. Catcher di riserva della franchigia, ha alternato esperienze in tripla A ad Albuquerque ad apparizioni in MLB e dopo due stagioni e 65 incontri complessivi, il 9 dicembre 2014 venne scambiato con i Los Angeles Angels of Anaheim.
La parentesi con gli Angels è durata l'arco di dieci incontri prima del trasferimento ai Kansas City Royals avvenuto il 7 maggio 2015, al termine del post-stagione diviene campione assieme alla sua squadra delle World Series. Il 3 novembre 2016 divenne free agent, e il 18 dello stesso mese firmò un contratto con i Royals.
Il 31 agosto 2018 i Royals scambiarono Butera con i Colorado Rockies, che lo resero free agent a fine stagione.
L'11 febbraio 2019, Butera firmò un contratto con i Philadelphia Phillies, venendo però svincolato dalla squadra il 22 marzo. Il 25 marzo firmò nuovamente con i Rockies. Divenne free agent a fine stagione.
Il 12 gennaio 2021, Butera firmò un contratto di minor league con i Texas Rangers.
Il 7 maggio 2021, i Rangers scambiarono Butera con i Los Angeles Angels per una somma in denaro.
Svincolato dagli Angels il 31 agosto 2021, Butera firmò il giorno stesso un contratto di minor league con i Houston Astros. Divenne free agent a fine stagione, concludendo la stagione con 12 presenze nella MLB, tutte con gli Angels.

## Nazionale
Figlio di Sal Butera, anch'egli ricevitore in MLB, vanta origini italiane che gli hanno permesso di partecipare con la maglia azzurra al World Baseball Classic del 2013. Ha totalizzato 6 presenze complessive con la Nazionale.

## Palmarès

### Club
- World Series:1

Kansas City Royals: 2015